# 共通テスト痴漢祭り
共通テスト痴漢祭り（きょうつうテストちかんまつり）は、毎年1月中旬に行われる大学入学共通テストの直前に受験生（主に女子高生）への痴漢予告がインターネット上で多発する様子を表した用語である。2020年以前は「センター試験痴漢」と呼ばれ、例えば2020年には悪辣な書き込みが1,000件以上確認された。
試験に遅刻できない受験生の心理につけ込み、警察に通報されないと踏んでの犯罪予告とみられ、実際の被害も確認されている。なお、大学入試センターは「もしも被害に遭って遅刻してしまっても、救済措置があるので、受験票に書かれた問い合わせ番号にまず電話して欲しい」としている（後述）。

## 事例

### 書き込み例
- 「明日はJK（女子高校生）を痴漢しまくっても通報されない日です」[1]
- 「入試は遅刻厳禁だから、女子高生を痴漢し放題」[6]
- 「センター試験は絶好の痴漢日和です！受験生は試験に間に合わないと困るので、声を上げないから痴漢し放題」[3]

### 被害報告例
- 「（以前も）友達が試験当日に痴漢に遭った」[1]
- 「怖くて悔しくて混乱して、答案に向かっても鉛筆を持つ手の震えが止まらなかった」[3]
- 「試験に大遅刻するのではないかと不安になって、声を上げることができなかったんです……。顔を確認しようとしても、満員のため何もわからず、自分が降りる駅までただただ我慢するしかありませんでした。幸い、次の駅で降りる予定だったので、すぐに痴漢から逃げることができましたが、突然のことに気持ちが動転してしまい、試験に集中できませんでした。試験終了後も、また痴漢に襲われるのではないかと怖くて仕方なく、父に迎えに来てもらい、一緒に帰りました」[5]
- 試験日にバスで痴漢にあい、動揺して浪人したとの声もある[7]。

## 反響

### 対策
受験生を痴漢から守るための活動である#withyellowが、2020年よりRadarLab株式会社の発案で実施されている。これは、Twitter上で｢#withyellow｣のハッシュタグを拡散したり、試験当日に「黄色いもの」を身に付けて電車内をパトロールする活動であり、誰でも参加できる。
2023年、twitterでは、大阪府のイラストレーターの投稿がきっかけで、「#共通テスト痴漢撲滅」を付けた投稿が大量に広まった。
痴漢の被害に遭遇した・目撃した場合には、車内にある非常通報ボタンを押して通報することも推奨されている。なお、これらのボタンは、駅構内にある非常停止ボタンとは異なり、押しただけでは列車は停止しない。
NPO法人ピルコンの染矢明日香は、「痴漢被害には『第三者の介入』が有効」であり、第三者がDistract（注意をそらす）、Delegate（第三者に助けを求める）、Document（証拠を残す）、Delay（後からの対応）、Direct（直接介入）の「5D」を行うことで、被害者の救援と行動の抑止が可能だと述べた。
痴漢抑止活動センター代表理事の松永弥生は、電車で試験場に向かう際のポイントとして、以下のことを挙げた。
- 友だちや親などと一緒に乗る
- 受験生と気付かれないよう私服で行く
- 女性専用車両を選ぶ

### 意見
TBSアナウンサーの国山ハセンは、「受験生を狙い打ちにする卑劣な犯行です」「対策ということで、黄色のものを身につけて、駅の構内や電車に乗って痴漢を監視する活動も広がりつつあります。（中略）こういうことが認知されることも必要ですね」とコメントした。
弁護士の太田啓子は、「実際に痴漢しなくても、性暴力を恐れる女性などに不安を与えることを楽しむこと自体悪質な『遊び』」であると指摘している。
東京都内の学習塾では、最後の追い込みをかける受験生が、「痴漢被害は心に残り、試験当日の被害は平常心を保てなくなる。翌年以降もトラウマで再挑戦しにくくなるため、許せない」や、「弱みに付け込んだり対処に時間がかかって入試に影響するため、そういうところを付く行為は最低だと思うが、当日にどういう対策を取ればよいのかが分からない」などの声が聞かれた。
岩井志麻子は、「痴漢を呼びかける投稿は普通の会社員や大学生が書いている。本当に狂暴凶悪な事件とは違うが、痴漢予告の悪の度合いはもしかしたら同じかもしれない」と述べ、「弱い立場の人間がさらに弱みに付け込むのが、無差別殺人に通じるあくどさ、恐ろしさ、黒さがある」と切り捨てた。
東京都知事小池百合子は、2025年1月10日の定例会見で、例年、大学入試共通テスト当日に受験生を狙った悪質な痴漢行為が確認されることについて「悪質極まりない。絶対にやめてほしい」と呼びかけ、いつであっても許されないことであり、痴漢防止のためのキャンペーンを行っていく予定であることを語った。

## 対応

### 大学入試センター
共通テストの実施主体である大学入試センターは、RadarLabの問い合わせに対し、「もしも被害に遭って遅刻してしまっても、救済措置があるので、受験票に書かれた問い合わせ番号にまず電話して欲しい」「仮に受験生が警察への聞き取りに協力して遅刻したということであれば、証明できるものを出していただいたり、試験場の大学から警察に事実関係を確認させていただきます。申し出ている通りであれば、当日に時間をずらして受験していただいたり、別の日に追試験するなど対応方法があります」と返答している。

### 交通機関
以下の交通機関では、痴漢防止のアナウンスを強化するなどの対策を行っている。
- 阪神電気鉄道
- 神戸市営地下鉄
- 仙台市交通局
- 東京都交通局[11] - ポスターの制作を東京都立大学の学生が担当[17]
- 東日本旅客鉄道[9]

### 警察
- 神奈川県警察は、SNSで注意喚起を行ったほか、試験当日の朝に警官を駅のホームなどに配置、駅周辺でのパトカーでの巡回などを実施した[1]。2023年1月12日にも、横浜駅付近で警察官やボランティアが痴漢撲滅キャンペーンを行った。県警は1月14日と15日に県内の主要駅で、制服警察官の巡回や列車内の警戒を強化する[18]。
- 警視庁は、2023年1月に痴漢防止キャンペーンを展開し、主要駅での制服警官の巡回、鉄道警察隊の乗車、防犯アプリ「Digi Police」の紹介など、警戒を強化した[19]。警視庁はスマートフォン向けの防犯アプリ「DigiPolice」をApp StoreとGoogle Playで配信しており[20]、痴漢被害を受けた時に周囲に知らせる機能もある[13]。警視庁生活安全総務課の課長総崎由希は、「痴漢行為を目撃したら、見逃さず、傍観せず、被害者を救助してほしい」と述べた[13]。
- 愛知県警察は、愛知工業大学名電高等学校の生徒に作成を依頼した[8]、痴漢被害の対策方法を紹介した動画を、Youtubeで配信している[13]。
- 大阪府警察も、公式に配信している「安まちアプリ」に、痴漢撃退や通報の機能を持たせている[21]。宣伝キャラクターにはキン肉マンを起用した[22]。

### 書類送検
通テストの日に受験生を狙うようあおる文章をSNSに投稿し、警察の警告にも従わずに投稿を継続した容疑で愛知県警察本部は男性を軽犯罪法違反で2024年3月書類送検した。

### その他
- 日本共産党は、公共交通での痴漢防止アナウンスや受験機会の保障など、受験期の痴漢対策強化に向けた取り組みを行っている[12][24]。
- 一部の高校では、なるべく私服を着用し、友人や保護者などと一緒に会場に向かうよう指導している[5]。